# Johan Netzelius
Johan Netzelius, född 1680 i Kvillinge församling, Östergötlands län, död 2 november 1742 i Skällviks församling, Östergötlands län, var en svensk präst.

## Biografi
Johan Netzelius föddes 1680 i Kvillinge församling och döptes 6 februari samma år. Han var son till en komminister. Netzelius blev höstterminen 1701 student vid Uppsala universitet och prästvigdes 30 januari 1708 till pastorsadjunkt i Kvillinge församling. Han blev 1718 kyrkoherde i Kullerstads församling och 1730 kyrkoherde i Skällviks församling, tillträde 2 januari 1731. Netzelius avled 1742 i Skällviks församling.
Netzelius var respondens vid prästmötet 1724.

### Familj
Netzelius gifte sig första gången 27 november 1710 med Metta Engel Heitmüller. (1688–1720). Hon var dotter till medicindoktorn Diedrich Heitmüller och Dorothea Geijer. De fick tillsammans barnen överstelöjtnanten Sewe Didric Netzelius (född 1711), Magdalena Beta Netzelius (1713–1715), Dorothea Netzelius som var gift med komministern E. Maurin i Västerviks församling, Regina Netzelius (född 1716), Regina Elisabeth (1718–1719) och Magdalena Beta Netzelius (1719–1720).
Netzelius gifte sig andra gången 21 februari 1721 med Elisabeth Fröling (1690–1762). Hon var dotter till kyrkoherden i Skedevi församling. De fick tillsammans barnen Elisabeth Netzelius (född 1721), Brita Catharina Netzelius (född 1727) och extra ordinarie prästmannen Magnus Netzelius.